# Rina Mor
 (décembre 2017).
Si vous disposez d'ouvrages ou d'articles de référence ou si vous connaissez des sites web de qualité traitant du thème abordé ici, merci de compléter l'article en donnant les références utiles à sa vérifiabilité et en les liant à la section « Notes et références ».
Rina Mor, de son nom complet Rina Messinger, née le 16 février 1956 à Kiryat Tivon en Israël, est une femme israélienne, qui a été couronnée Miss Univers 1976.

## Biographie
Née à Kiryat Tivon en Israël, d'un père mécanicien et d'une mère professeur des écoles, avec deux sœurs.
En 1976, Rina Mor devient Miss Israel 1976 et se présente aux 25e concours de Miss Univers, veut défendre la politique de son pays, en proclamant "je ne suis pas politicienne" et "non à la guerre".
En 1991, elle fait ses études tardivement à l'université de Tel-Aviv en Bachelor économie et un master en droit, en parallèle Rina vit quelque temps aux Pays-Bas ou sont d'installé ses parents depuis.
En 1996, Rina retourne vivre aux Pays-Bas durant 6 ans jusqu'en 2002, fait une petite carrière de journalisme et anime une émission de télévision sur la chaîne israélienne Channel 10.
De 1989 à 2004, elle est devenue membre du jury pour l'élection de Miss Israël.